# (14593) Everett
(14593) Everett (1998 SA26) – planetoida z pasa głównego asteroid okrążająca Słońce w ciągu 3,5 lat w średniej odległości 2,3 j.a. Odkryta 22 września 1998 roku.